# Dans un café (Caillebotte)
Pour les articles homonymes, voir Dans un café.
Dans un café – ou Au café – est un tableau réalisé par le peintre français Gustave Caillebotte en 1880. Cette huile sur toile représente un homme en chapeau melon se tenant debout les mains dans les poches devant un miroir, à l'intérieur d'un café où sont attablés deux autres clients. Présentée à la cinquième exposition impressionniste, à Paris, l'œuvre fait aujourd'hui partie des collections du musée d'Orsay, mais elle se trouve depuis 1946 en dépôt au musée des Beaux-Arts de Rouen, à Rouen. Un dessin préparatoire existe à la Yale University Art Gallery, à New Haven, dans le Connecticut, aux États-Unis.

Dessin préparatoire à la Yale University Art Gallery, à New Haven.